# Spoorlijn 39
Spoorlijn 39 is een Belgische spoorlijn van station Welkenraedt naar station Montzen. Tot 1952 liep de lijn via station Plombières naar station Botzelaer, waar een aansluiting was op spoorlijn 24 naar Aken.

## Geschiedenis

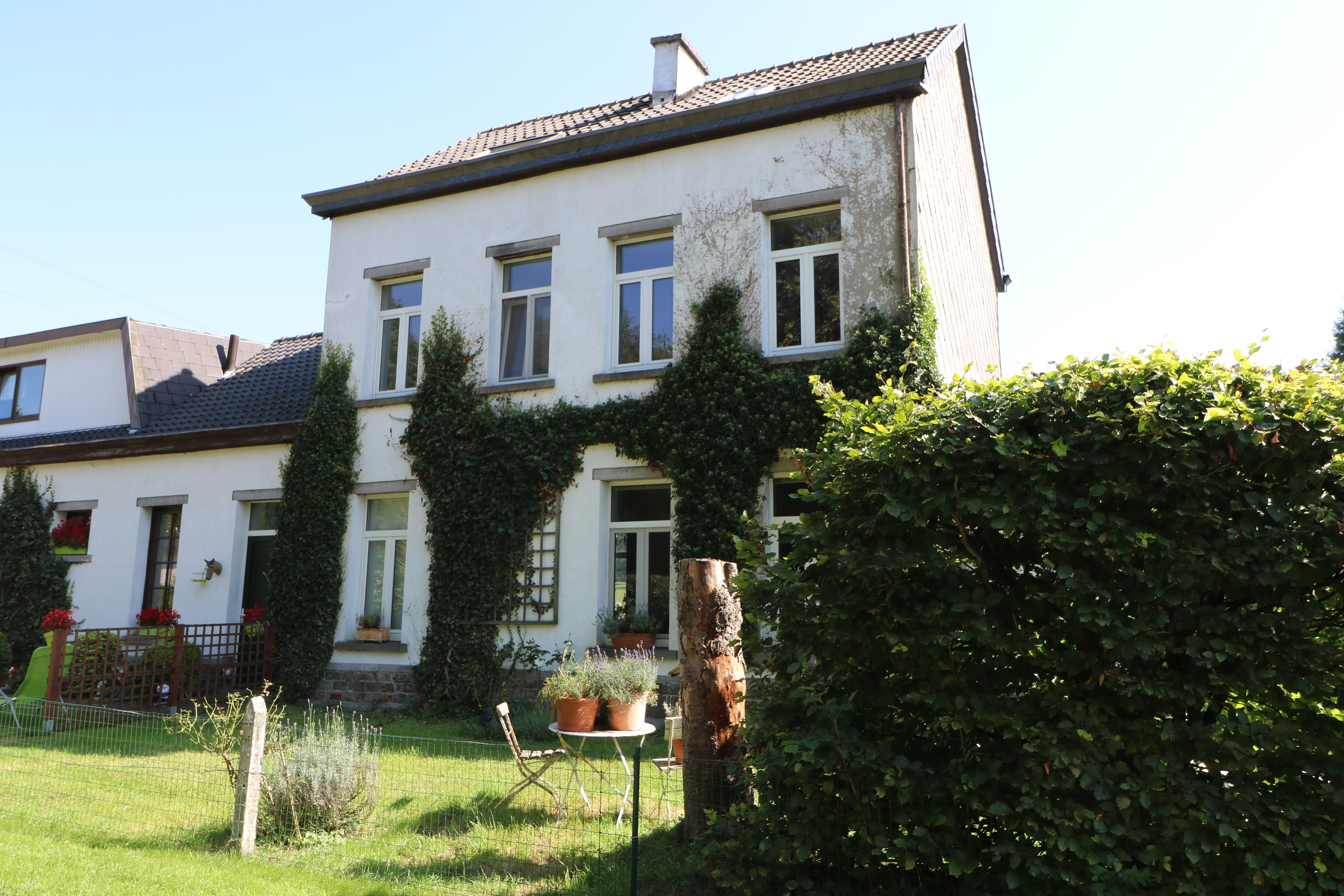
Voormalig station van Gemmenich (29 augustus 2017)

De lijn van Welkenraedt naar Bleyberg (Plombières) is geopend op 7 december 1870. Op 29 juli 1872 kwam er een verlenging van de lijn naar Gemmenich, Botzelaer en de Gemmenichertunnel en voor 1910 Aachen Templerbend.
Voor 1917 was Montzen de naam van de stopplaats Birken. In 1917 is het trace van Birken naar het station Montzen aan de nieuwe lijn 24 in gebruik genomen. Het tracé van Birken naar Gemmenich en de zijlijn Moresnet-Kelmis zijn voor personen- en goederenvervoer gesloten op 18 mei 1952. In 1956-1957 zijn deze spoorlijnen opgebroken. De bedding is nog goed te volgen: vanaf Birken is het thans een wandelpad in het groen. De plaats van het station Moresnet en de splitsing van lijn 39A naar Kelmis zijn nog goed te herkennen. Ook het uitgestrekte terrein van de Mijnzetel van Blieberg en het station van Plombières zijn nog goed zichtbaar. Het stationsgebouw van Gemmenich bestaat nog. Men vindt hier nog de overblijfselen van de ongelijkvloerse aansluiting met lijn 24 en de stopplaats Botzelaer.

## Huidige toestand
Lijn 39 is sedert 1952 de aanduiding voor de lijn Welkenraedt - Montzen. Het is hiermee een verbinding tussen de Montzenroute (lijn 24) en de spoorlijn Luik-Aken (lijn 37). Deze lijn is hoofdzakelijk in dienst voor omgeleide personeelstreinen en losse locomotieven. De spoorlijn werd geëlektrificeerd op 17 november 2005.
Als deel Chênée – Dolhain-Gileppe van spoorlijn 37 tijdelijk buiten gebruik wordt, zoals dit het geval was van juli tot oktober 2021 ten gevolge van grote overstromingen, dan worden de treinen tussen Luik-Guillemins en Welkenraedt omgeleid over Wezet en Montzen langs lijnen 40, 24 en 39.

## Aansluitingen
In de volgende plaatsen is of was er een aansluiting op de volgende spoorlijnen:
Welkenraedt
Spoorlijn 37 tussen Luik-Guillemins en Hergenrath
Spoorlijn 49 tussen Welkenraedt en Raeren
Moresnet
Spoorlijn 39A tussen Moresnet en Kelmis
Montzen
Spoorlijn 24 tussen Tongeren en Aachen-West
Spoorlijn 38/1 tussen Y Hombourg en Montzen
Plombières
Spoorlijn 38 tussen Chênée en Plombières
Botzelaer
Spoorlijn 24 tussen Tongeren en Aachen-West

## Verbindingsspoor
39/1: Y Muhlbach (lijn 39) - Montzen Village - Montzen (lijn 24), thans lijn 39